# Список глав государств в 40 году
| 39 ← Список глав государств по годам → 41 |

## Африка
- Мавретания:
  - Птолемей, царь (23 — 40)
  - с 40 года — провинция Римской империи
- Мероитское царство — Аманитаракиде, царь (ок. 37 — ок. 47)

## Азия
- Адиабена — Изат II, царь (ок. 34 — ок. 55)
- Анурадхапура — Иланага, царь (38 — 44)
- Великая Армения — Ород[англ.], царь (35, 37 — 42)
- Армения Малая — Котис IX, царь (38 — 54/55)
- Иберия — Фарсман I, царь (1 — 58)
- Индо-парфянское царство — Гондофар I, царь (ок. 19 — ок. 46)
- Иудея — под управлением римских прокураторов (4 до н. э. — 41)
- Китай (династия Восточная Хань) — Гуан У-ди (Лю Сю), император (25 — 57)
- Коммагена:
  - Антиох IV, царь (38 — 40, 41 — 72)
  - под управлением римского наместника (40 — 41)
- Корея (Период Трех государств):
  - Когурё — Тэмусин, тхэван (18 — 44)
  - Пэкче — Тару, тхэван (29 — 77)
  - Силла — Юри, исагым (24 — 57)
- Кушанское царство — Куджула Кадфиз, царь (ок. 30 — ок. 80)
- Набатейское царство:
  - Арета IV Филопатрис, царь (9 до н. э. — 40)
  - Малику II, царь (40 — 70)
- Осроена — Абгар V, царь (4 до н. э. — 7, 13 — 50)
- Парфия:
  - Вардан I, шах (38/40 — 47)
  - Готарз II, шах (38/40 — 51)
- Понтийское царство — Полемон II, царь (38 — 62)
- Сатавахана — Гауракришна, махараджа (31 — 56)
- Хунну — Юй, шаньюй (18 — 46)
- Элимаида — Ород I, царь (ок. 25 — ок. 50)
- Япония — Суйнин, тэнно (император) (29 до н. э. — 70 н. э.)

## Европа
- Атребаты —
  - Верика, вождь (15 — 40)
  - около 40 года покорены катувеллаунами
- Боспорское царство — Митридат VIII, царь (38 — 45)
- Дакия — Скорило, вождь (29 — 68)
- Ирландия — Фиаха Финдолайд, верховный король (39 — 56)[1]
- Катувеллауны — Кунобелин, вождь (ок. 9 — 43)
- Римская империя:
  - Калигула, римский император (37 — 41)
  - Калигула, консул (40)
- Фракийское царство — Реметалк III, царь (38 — 46)

## Галерея
- Калигула 
 37—41 
 Император Римской империи
- Гуан У-ди 
 25—57 
 Император Восточной Хань
- Суинин 
 29 до н.э.—70 
 Император Японии